# Ширл Конуэй
Ширл Конуэй (англ. Shirl Conway, наст. имя Ширли Элизабет Гроссман, 3 июня 1916 — 7 мая 2007) — американская актриса театра, кино и телевидения. Конуэй наиболее известна по роли Лиз Торрес в телесериале «Медсестры» (1962—1965), которая принесла ей номинацию на премию «Эмми» «За лучшую женскую роль в комедийном телесериале» в 1963 году. В 1955 году она выиграла Theatre World Award за выступление в мюзикле Plain and Fancy.

## Фильмография
- Кавардак (1949)
- Вы не можете обмануть ирландца (1949)
- Джо и Мейбл (1956)
- Caesar’s Hour (1956—1957)
- Route 66 (1 эпизод, 1961)
- The Defenders (1 эпизод, 1961)
- Naked City (1 эпизод, 1962)
- The Nurses (98 эпизодов, 1962—1965)